# Krajnik-Nagy Károly
Krajnik-Nagy Károly, szül. neve Nagy Károly, egyéb írói álnevei: Palkó Zsolt, Ekés László, Német Kálmán, (őrs.). (Gidófalva, 1947. augusztus 8. –) erdélyi magyar tanár, újságíró, műfordító.

## Életútja
Brassóban végzett középiskolai tanulmányai után ugyanott a Steagul Roşu tehergépkocsigyár munkása. Kolozsvárt a Babeș–Bolyai Tudományegyetemen magyar–német szakos tanári diplomát szerzett (1973). Tanári pályáját a somlyóújlaki általános iskolában kezdte, 1974-től a Brassói Lapok belső munkatársa, később az Előre, a  Szabadság, a Szövetség szerkesztője. 1995-ben Kontó címmel indított és szerkesztett magyar közgazdasági lapot. Szerepet vállalt a Közmag című gazdasági diáklap alapításában. 1991–95-ben Kolozsvárt a Szabadság belső munkatársa. 1996-tól  2010-es nyugdíjazásáig ismét tanár. Nyugdíjasként 2014-től 2020-ig az Evangélikus Harangszó szerkesztője volt.
Jeles brassói személyekről készített interjúkat, ismertetéseket Három nyelven a Cenk alatt című sorozatában (Brassói Lapok, 1978–1980). Az Utunk, A Hét, Művelődés, Új Élet, Astra, Krónika, Korunk, Erdélyi Napló, Napsugár, Szivárvány, Magyar Közoktatás, Pulzus  hasábjain is jelentek meg írásai. Verseket, novellákat fordított román és német nyelvből, főként brassói szerzőktől.

## Kötetei
- A hétnevű sárkány (gyermekversek, Literator, Nagyvárad, 2002)
- Szórakó Zoo (kifestőkönyv és gyermekversek, Kolozsvár, 2010)
- Felülírjuk Mátyás királyt (publicisztika, Stúdium Könyvkiadó, Kolozsvár, 2012)
- Kicsi Flóra varázstála (vidám gyermekversek, Stúdium Könyvkiadó, Kolozsvár, 2016)
- Anno domino '89 (Kriterion Könyvkiadó, 2019)
- Alulírjuk Mátyás királyt. Barangolások a közös múltban. Kriterion Könyvkiadó, 2022 ISBN 978-973-26-1291-0

## Szerkesztései
- Emlékkönyvet szerkesztett és jelentetett meg a szekuritáté által halálba kergetett dr. Szikszay Jenő brassói magyartanárról (In memoriam Szikszay Jenő, Kolozsvár, 2003).
- Válogatta és szerkesztette a 101 vers Brassóról című antológiát (Kolozsvár 2008, közösen Jancsik Pállal) és a 33 magyar író Brassóról (Kolozsvár, 2013) köteteket.
- Szerkesztésében jelentek meg, Erdélyben elsőként Sánta Ferenc művei (Isten a szekéren, novellák, Kolozsvár 2007), továbbá Nemzet, Hatalom, Erkölcs (publicisztika, Kolozsvár 2009).

## Társasági tagság
- A Romániai Magyar Pedagógusok Szövetségének tagja
- A Romániai Magyar Közgazdász Társaság pártoló tagja

## Díjak, elismerések
- Penna-díj, 1994
- Magyar Újságírók Romániai Egyesülete (MÚRE) szerkesztői díj, 1994[1]